# Jean III Robertet
Pour les autres membres de la famille, voir Famille Robertet.
Jean III Robertet (aussi écrit Jehan) était un juriste élevé aux affaires nationales du royaume de France, en plein XVe siècle. D'abord proche de la cour des ducs de Bourbon, il intégra facilement la cour royale de Louis XI. Il est l'ancêtre commun des membres les plus notables de la famille Robertet.

## Biographie

### Carrière
Ce juriste forézien, originaire de Montbrison, écrivain et poète, a suivi la fortune des ducs de Bourbon jusqu’à la cour des rois. Il est d’abord cité comme notaire et secrétaire de la Chambre des comptes du Forez, puis bailli d’Usson et d'Issoire, notaire-secrétaire du duc Jean II de Bourbon avant de passer au service du roi, sous Louis XI puis sous Charles VIII,.
En 1466, il signe pour le duc, en qualité de « grand maître/contrôleur général des Eaux et Forêts de France », la réponse à une requête, puis contresigne plusieurs actes. Il accompagne à Moulins plusieurs ducs qui l’introduisent auprès du roi. En 1469, Louis XI crée, à Amboise, l’ordre de Saint-Michel, et confie à Jean Robertet la charge de « premier greffier de l’ordre », ce qui explique d'ailleurs que la chapelle qu'il finance plus tard (dans la collégiale Notre-Dame-d'Espérance à Montbrison) soit dédiée à Saint Michel. Sa charge était de faire préparer par des scribes les deux premiers exemplaires des statuts, celui pour le roi décoré par une miniature, et ensuite de tenir à jour les procès-verbaux des assemblées de l’ordre.
En 1477, Jean Robertet obtient de son frère Alexis, aussi notaire-secrétaire du roi et clerc à la Chambre des Comptes du Forez, le transfert des droits successoraux sur le domaine « des Bullions » qui passe ensuite dans sa postérité. Ce domaine, sis dans la plaine du Forez, à Mornans, près de Chambéon, comprend « maison, grange, estables, couvert, colombier, estangs et pescheries, terres, prés, bruyères et pasqueraiges »[réf. nécessaire]. Il tire son nom « des sources bouillonnantes dont l’eau coule vers la Loire »[réf. nécessaire] ; un étang aurait gardé le nom de « Petit Robertet » et un terrier de 1494 cite une rente noble à Magneux-Haute-Rive nommée « Robertet »,,[source insuffisante]. Jean est par ailleurs sire de Contéol[réf. nécessaire].
Assistant aux États généraux de Tours en 1484, Jean Robertet est chargé de collationner l’original de la réponse du roi au cahier des états. Un exemplaire des Louanges de Madame Anne de France à la Bibliothèque nationale est dédié à messire Jehan Robertet, secrétaire du roi et premier officier de l’ordre royal.

### Un mécène poète
Son activité itinérante ne l’empêche pas d’exercer, à la cour de Bourgogne, puis à celle de Blois, ses talents d’écrivain lettré. Dans ses poèmes, il révèle l’influence italienne qu’il a subie pendant sa visite en Italie. Pourtant le moyen choisi par le poète pour disséminer ses poèmes, celui d’être tissé sur des tapisseries dépeignant les Triomphes de Pétrarque,, n’a rien d’innovateur et appartient plutôt au monde des grands rhétoriqueurs,,.

Ami de Charles d’Orléans, contemporain de François Villon, il devient un poète « de bonne renommée »,. On lui doit notamment une Exposition des couleurs dans laquelle il rapproche les couleurs héraldiques à des emblèmes, ainsi qu'une partie des Douze Dames de Rhétorique, ouvrage en vers et en prose dont les anthologies modernes citent encore certains passages :
Je meurs de soif auprès de la fontaine,

Je trouve doux ce qui doit être amer,

J’aime et tiens cher tous ceux qui me font haine,

Je hais tous ceux que fort je dusse aimer.
Puissant officier, Jean Robertet exerce également un important mécénat. En 1469, dans sa fonction de greffier de l’ordre de Saint-Michel, il confie la réalisation d’une miniature représentant les quinze premiers chevaliers de l'ordre au peintre Jean Fouquet, sur laquelle apparaît Robertet, d'après Paul Durrieu, debout juste derrière le fauteuil du roi et tenant le registre de l’ordre. Quelques années auparavant, Jean avait déjà acquis des ateliers de l'artiste tourangeau un livre d'heures aujourd'hui appelé Heures de Jean Robertet. On associe également à Jean le Recueil Robertet, qui rassemble texte manuscrit et enluminures, aujourd'hui conservé à la Bibliothèque nationale.

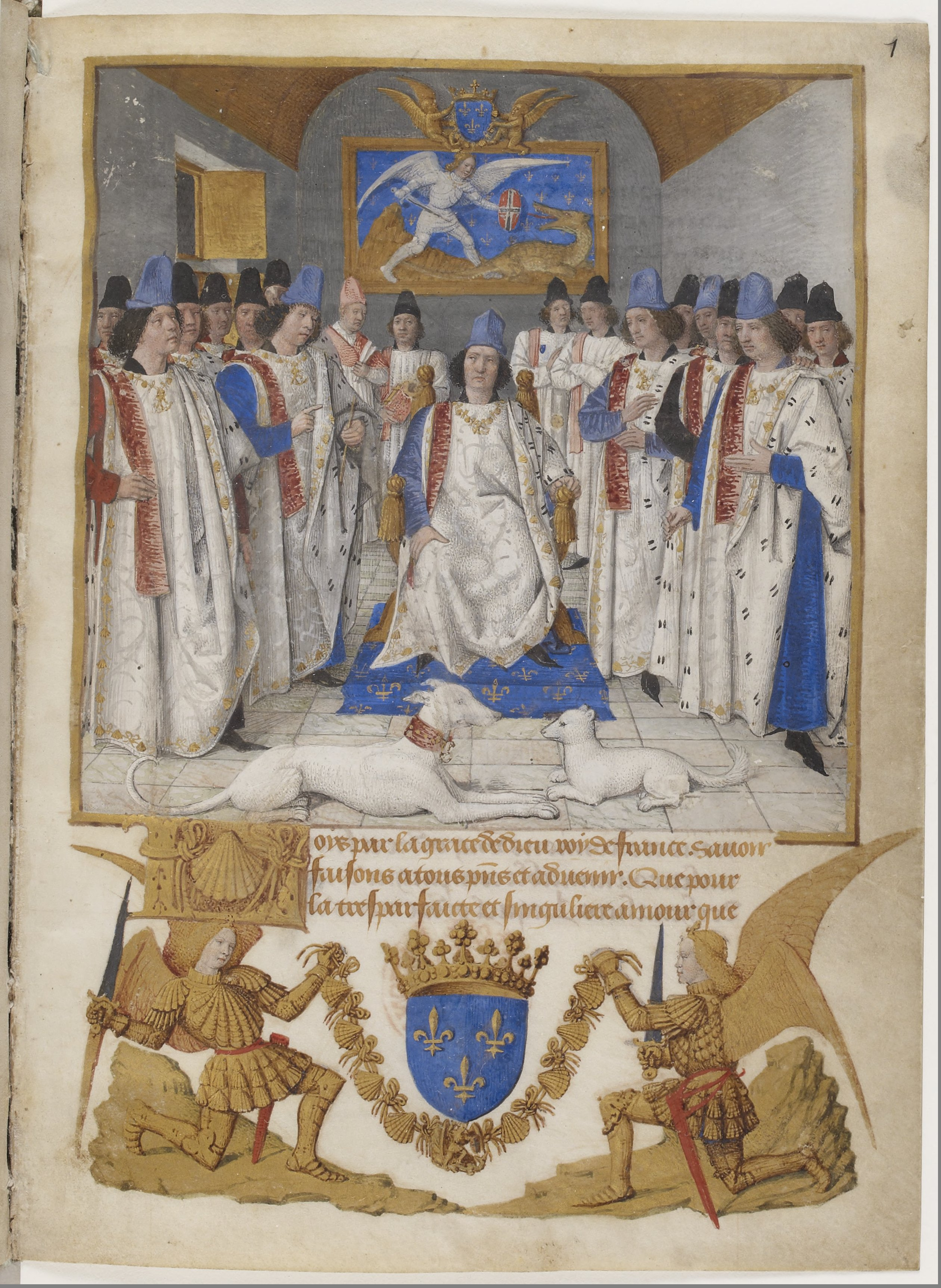
Louis XI au milieu de ses chevaliers de l'ordre de Saint-Michel, avec supposément Jean Robertet juste derrière le roi. Frontispice des Statuts de l'ordre de Saint-Michel, par Jean Fouquet.

### Fin de vie
Les généalogies traditionnelles tendent à confondre Jean III avec son oncle, Jean II, faisant de Jean III un presque centenaire lorsqu'il meurt vers 1503,, et non en 1492, date à laquelle il se retire aux Bullions. Cette retraite lui permit de soigneusement préparer sa succession, en particulier à la faveur de ses fils, dont François qui reprit directement ses affaires auprès du duc de Bourbon, et Florimond qui rejoignit quant à lui la cour royale.
Comme son grand-père, son père, sa femme[Laquelle ?] et son fils Charles, Jean a été inhumé au sein de l'église collégiale Notre-Dame-d'Espérance de Montbrison,.

## Famille

### Famille proche
Les parents de Jean sont incertains. Selon Louis-Pierre Gras, Jean III aurait été le fils de Louis Robertet,, mais, plus récemment, Thérèse Mascle a proposé qu'il ait plutôt été fils de Pierre ; tous deux étant fils de Jean Ier.
Jean III Robertet avait pour frères :
- Alexis, devenu lieutenant du châtelain de Saint-Romain-le-Puy, puis notaire secrétaire du duc de Bourbon, puis son clerc des Comptes[26], et enfin secrétaire du roi[27],[source insuffisante] ;
- Jacques, moine à l'île Barbe, à Lyon[réf. nécessaire] ; et,
- Pierre, chanoine à la collégiale Notre-Dame-d'Espérance, à Montbrison[réf. nécessaire].

### Premières noces
Jean Robertet épousa d'abord Madeleine Bohier, originaire d’Issoire (fille d'Austremoine Bohier et de Béraude du Prat ; sœur d'Antoine et Thomas Bohier), avec qui il eut[réf. nécessaire] :
- Jeanne, mariée à Amable, sire de Cériers-lès-Riom et Gerzat (célèbre pour avoir commandé la construction de l'actuel hôtel de ville de Riom[28]), avec qui elle eut trois filles[29] ;
- peut-être Louise, mariée à Pierre Palmier[27], notaire du roi, échevin de Lyon, frère du Premier président du parlement de Dauphiné, Jean Palmier[30] ; d'où postérité, dont Pierre, archevêque de Vienne[réf. nécessaire] ; et,
- peut-être Jean, qui serait l'aîné, intime du roi Charles VIII, mort jeune[27],[source insuffisante].

### Secondes noces
Veuf de Madeleine, il se remarie à Louise Chauvet, originaire de Montbrison, qui le rendit père de, :
- François († ap. 1512) et Florimond Ier († 1527), qui ont secondé leur père de son vivant dans ses fonctions de secrétaire du roi, et ont hérité de ses charges[c] ;
- Louis, secrétaire du roi vers 1507-1519 ;
- Charles († 1515) et Jacques († 1519), devenus chacun leur tour évêques d'Albi ;
- Antoinette, qui épousa Pierre de Cus(s)y[27], seigneur des Garennes en Bourbonnais (à Verneuil ?), d'où Louise de Cusy, femme de Geoffroi Charlet d'Esbly[réf. nécessaire].

## Armoiries
| Blason | Blasonnement : D'azur à la bande d'or chargée d'un demi-vol dextre de sable posé à plomb et accompagnée de trois étoiles à six rais d'or. |